# Medionidus penicillatus
Medionidus penicillatus es una especie de molusco bivalvo  de la familia Unionidae.

## Distribución geográfica
Es endémica de los Estados Unidos.

## Hábitat
Su hábitat natural son: los ríos.